# Élections municipales de 1971 dans la Somme
Les élections municipales ont eu lieu les 14 et 21 mars 1971 dans la Somme.

## Maires sortants et maires élus
Les maires élus à la suite des élections municipales dans les communes de plus de 2 000 habitants :
| Commune                | Population | Maire sortant       | Parti | Parti | Maire élu        | Parti | Parti |
| ---------------------- | ---------- | ------------------- | ----- | ----- | ---------------- | ----- | ----- |
| Abbeville              | 23 999     | Max Lejeune         |       | PS    | Max Lejeune      |       | PS    |
| Ailly-sur-Noye         | 2 008      | William Classen     |       | Rad.  | William Classen  |       | Rad.  |
| Ailly-sur-Somme        | 2 368      | Daniel Tabary       |       | PCF   | Daniel Tabary    |       | PCF   |
| Albert                 | 10 960     | Pierre Savary       |       | Rad.  | Fernand Demilly  |       | Mod.  |
| Amiens                 | 117 888    | Maurice Vast        |       | Mod.  | René Lamps       |       | PCF   |
| Ault                   | 2 014      | Ernest Jamart       |       | Rad.  | Claude Togni     |       | DVD   |
| Beauval                | 2 192      |                     |       |       |                  |       |       |
| Camon                  | 3 008      | Lucien Jovelin*     |       | PCF   | Emile Baheu      |       | PCF   |
| Cayeux-sur-Mer         | 2 750      | Robert Sizaire      |       | Mod.  | Robert Sizaire   |       | Mod.  |
| Corbie                 | 5 261      | Jean Truquin        |       | CIR   | Jean Truquin     |       | CIR   |
| Le Crotoy              | 2 412      | Oscar Deguine       |       |       | Oscar Deguine    |       |       |
| Doullens               | 7 119      | Jacques Mossion     |       | Mod.  | Jacques Mossion  |       | Mod.  |
| Eppeville              | 2 279      | Lucien Théron       |       |       |                  |       |       |
| Feuquières-en-Vimeu    | 2 249      | Léonce Basse        |       | PS    | Léonce Basse     |       | PS    |
| Flixecourt             | 3 459      | Roger Godard        |       | PCF   | Roger Godard     |       | PCF   |
| Fressenneville         | 2 342      | Guy Pruvot          |       | DVD   | Guy Pruvot       |       | DVD   |
| Friville-Escarbotin    | 4 363      | Eugène Desenclos    |       | Mod.  | Eugène Desenclos |       | Mod.  |
| Gamaches               | 3 216      | Alphonse Dennetière |       | DVD   | Albert Martel    |       |       |
| Ham                    | 5 697      | André Delattre      |       | DVD   | Michel Rigaux    |       | PS    |
| Longueau               | 5 485      | Michel Couillet     |       | PCF   | Michel Couillet  |       | PCF   |
| Mers-les-Bains         | 4 107      | Roger Hénocq        |       | CD    | Roger Hénocq     |       | CD    |
| Montdidier             | 5 828      | François Hertout    |       | DVD   | François Étienne |       | PSU   |
| Moreuil                | 3 647      | Marius Gardès       |       | PS    | Marcel Mineur    |       | PS    |
| Nesle                  | 2 483      | Jacques Gronnier    |       | DVD   | Jack Pinçonnet   |       | PS    |
| Péronne                | 7 146      | Daniel Boinet*      |       | Rad.  | Jean Daudré      |       | Rad.  |
| Rivery                 | 3 411      | André Carpentier    |       | DVD   | André Carpentier |       | DVD   |
| Rosières-en-Santerre   | 2 605      | Louis Wattel        |       | DVD   | Louis Wattel     |       | DVD   |
| Roye                   | 5 211      | André Coël          |       | PS    | André Coël       |       | PS    |
| Rue                    | 2 952      | Gabriel Deray       |       | Mod.  | Gabriel Deray    |       | Mod.  |
| Saint-Léger-lès-Domart | 2 126      |                     |       |       |                  |       |       |
| Saint-Ouen             | 2 106      |                     |       |       |                  |       |       |
| Saint-Valery-sur-Somme | 3 240      | Gilbert Gauthé      |       | PS    | Gilbert Gauthé   |       | PS    |
| Salouël                | 2 004      | Jean Letellier      |       | SE    | Jean Letellier   |       | SE    |
| Villers-Bretonneux     | 3 474      | Georges Cozette     |       |       | Claude Lemoine   |       | PCF   |
| * Ne se représente pas |            |                     |       |       |                  |       |       |

### Résultats en nombre de mairies
| Partis       | Partis                                    | Maires sortants | Maires élus | Évolution     |
| ------------ | ----------------------------------------- | --------------- | ----------- | ------------- |
|              | Parti socialiste                          | 5               | 7           | 2             |
|              | Parti communiste français                 | 4               | 6           | 2             |
|              | Convention des institutions républicaines | 1               | 1           | en stagnation |
|              | Parti socialiste unifié                   | /               | 1           | 1             |
| Gauche       | Gauche                                    | 10              | 15          | 5             |
|              |                                           |                 |             |               |
|              | Modérés                                   | 5               | 5           | en stagnation |
|              | Divers droite                             | 7               | 4           | 3             |
|              | Parti radical                             | 4               | 2           | 2             |
|              | Centre démocrate                          | 1               | 1           | en stagnation |
| Centre-droit | Centre-droit                              | 17              | 12          | 5             |
|              |                                           |                 |             |               |
|              | Sans étiquette                            | 1               | 1           | en stagnation |
|              | Non déterminés                            | 6               | 6           | en stagnation |
| Divers       | Divers                                    | 7               | 7           | en stagnation |
|              |                                           |                 |             |               |
| Total        | Total                                     | 34              | 34          |               |

## Résultats

### Amiens
Maire sortant : Maurice Vast (Mod. ex-SFIO)
37 sièges à pourvoir
| Tête de liste                   | Tête de liste   | Liste                        | Premier tour | Premier tour | Second tour | Second tour | Sièges |  |
| Tête de liste                   | Tête de liste   | Liste                        | Voix         | %            | Voix        | %           | CM     |  |
| ------------------------------- | --------------- | ---------------------------- | ------------ | ------------ | ----------- | ----------- | ------ |  |
|                                 | René Lamps      | PCF - PS - CIR - DVG         | 23 534       | 46,99        | 29 617      | 53,96       | 37     |  |
| Union de la gauche              |                 |                              | 23 534       | 46,99        | 29 617      | 53,96       | 37     |  |
|                                 | Maurice Vast*   | Mod. - UDR - CD - CNIP - DVD | 19 277       | 38,49        | 25 287      | 46,03       | 0      |  |
| Entente républicaine et sociale |                 |                              | 19 277       | 38,49        | 25 287      | 46,03       | 0      |  |
|                                 | Jacques Delay   | DVD                          | 3 937        | 7,38         |             |             |        |  |
| Liste indépendante              |                 |                              | 3 937        | 7,38         |             |             |        |  |
|                                 | Lionel Martelle | DVD                          | 3 568        | 7,12         |             |             |        |  |
| Liste indépendante              |                 |                              | 3 568        | 7,12         |             |             |        |  |
|                                 |                 |                              |              |              |             |             |        |  |
| Inscrits                        | Inscrits        | Inscrits                     | 67 348       | 100,00       | 67 022      | 100,00      |        |  |
| Abstentions                     | Abstentions     | Abstentions                  | 15 923       | 23,64        | 10 810      | 16,13       |        |  |
| Votants                         | Votants         | Votants                      | 51 425       | 76,36        | 56 212      | 83,87       |        |  |
| Blancs et nuls                  | Blancs et nuls  | Blancs et nuls               | 1 346        | 2,62         | 1 308       | 2,33        |        |  |
| Exprimés                        | Exprimés        | Exprimés                     | 50 079       | 97,38        | 54 904      | 97,67       |        |  |
| * Maire sortant                 |                 |                              |              |              |             |             |        |  |